# Pinkberry
A Pinkberry é uma franquia de restaurantes de sobremesas congeladas com sede em Scottsdale, Arizona. Existem atualmente mais de 260 lojas em 20 países. A primeira loja foi aberta em janeiro de 2005 por Hye Kyung (Shelly) Hwang e Young Lee. O restaurante permite que os clientes personalizem o seu iogurte com uma variedade de coberturas.

## História
O primeiro empreendimento comercial de Hwang foi abrir uma casa de chá inglesa formal numa pequena rua residencial chamada Huntley Drive em West Hollywood, Califórnia. No entanto, depois de a Câmara Municipal se ter recusado a aprovar uma licença de venda de bebidas alcoólicas para Hwang e o seu sócio, o arquiteto Young Lee, decidiram avançar com o seu segundo plano, que era um conceito de iogurte congelado que recuperava a moda dos anos 1980. Em pouco tempo, as pessoas atravessavam a cidade de carro e ficavam em filas de espera de 20 a 30 minutos para obterem a sua dose do “sabor que deu origem a 1.000 multas de estacionamento.” A segunda loja abriu em agosto de 2006 e a terceira nas avenidas La Brea e Melrose no início de setembro de 2006. Depois, começaram a surgir lojas em todo o sul da Califórnia e também filiais em Nova Iorque. Em outubro de 2009, a Pinkberry abriu a sua primeira filial no estrangeiro, no Kuwait, no centro comercial Avenues.
Em 16 de outubro de 2007, a empresa recebeu um investimento de US$ 27,5 milhões da Maveron, o fundo de risco fundado pelo fundador da Starbucks, Howard Schultz, para expandir o conceito da empresa a nível nacional.
Em 1 de maio de 2009, a Pinkberry anunciou os seus planos para expandir o seu mercado, tanto a nível nacional como internacional, depois de receber US$ 9 milhões de financiamento da segunda rodada de investidores. Como parte dos seus planos, a Pinkberry estabeleceu uma parceria com o conglomerado retalhista kuwaitiano M.H. Alshaya Co. para abrir lojas em vários países do Oriente Médio e assinou um contrato com a HMSHost para abrir lojas em aeroportos de todo o país, a primeira das quais abrirá no final do verão de 2009. Em 2010, a empresa expandiu-se no Sul dos Estados Unidos. Em abril de 2010, a loja Pinkberry original em West Hollywood, que ainda não dispunha de estacionamento adequado, foi encerrada e convertida num edifício administrativo para a cadeia.
Após vendas fracas e vários encerramentos de lojas devido a uma expansão excessiva, em 2015 a Kahala Brands adquiriu a Pinkberry como a sua 18ª marca. Não há informações sobre o montante que os co-fundadores Hwang e Lee receberam ao vender a Pinkberry à Kahala Brands em dezembro de 2015. Atualmente, Shelly Hwang é a Diretora de Produtos e Diretora do Conselho de Administração da Pinkberry.